# Katlenburg-Lindau
Katlenburg-Lindau là một đô thị của huyện Northeim, bang Niedersachsen, Đức. Đô thị này có diện tích 71,47 kilômét vuông. Đô thị này có cự ly khoảng10 km về phía đông nam của Northeim, và 20 km về phía đông bắc của Göttingen. Đô thị thống nhất Katlenburg-Lindau đã được thành lập ngày 1 tháng 3 năm 1974 từ các đô thị độc lập Katlenburg-Duhm, Gillersheim, Berka, Elvershausen, Wachenhausen, Suterode và Lindau. Viện nghiên cứu Hệ Mặt Trời Max Planck (Max-Planck-Institut für Sonnensystemforschung) thuộc Hội Max Planck tọa lạc ở Lindau. 
Các địa phương:
- Berka
- Elvershausen
- Gillersheim
- Katlenburg
- Lindau
- Suterode
- Wachenhausen

## Kết nghĩa
- Binau, Đức